# Paul Kralle
Paul Kralle (* Januar 1878; † Januar 1948) war ein deutscher Fußballspieler, der als 20-Jähriger dem BTuFC Viktoria 89 als Stürmer angehörte und für diesen zehn Jahre lang aktiv war.

## Karriere

### Vereine
Für den am 11. September 1897 gegründeten Verband Deutscher Ballspielvereine, dem sein Verein zur Saison 1898/99 beigetreten ist, kam Kralle in Punktspielen um die Berliner Meisterschaft zum Einsatz und schloss diese als Zweitplatzierter punktgleich mit dem BFC Preussen ab. Das notwendig gewordene Entscheidungsspiel um die Meisterschaft verlor er mit seiner Mannschaft mit 2:3 n. V., nachdem die erste Finalbegegnung beim Stand von 0:0 auf Grund von starken Regenfällen abgebrochen werden musste. In der Folgesaison belegte er erneut den zweiten Platz hinter dem verlustpunktfreien BFC Preussen, wie auch in der Saison 1900/01. Sein erster Vereinserfolg stellte sich am Saisonende 1901/02 ein, da er mit seiner Mannschaft als Sieger der Gruppe 2 den Sieger der Gruppe 1, den BTuFC Britannia 1892, in einem notwendig gewordenen dritten Finalspiel mit 5:1 bezwingen konnte, nachdem jeder Verein zuvor ein Spiel für sich entschieden hatte.
Von 1902 bis 1908 spielte er fortan unter den vom Verband Berliner Ballspielvereine durchgeführten Berliner Meisterschaften. Bis zum erneuten Titelgewinn 1907 standen zwei zweite und zwei dritte Meisterschaftsplatzierungen zu Buche. Mit der Berliner Meisterschaft im Jahr 1907 war er mit seiner Mannschaft zur Teilnahme an der Endrunde um die Deutsche Meisterschaft berechtigt. Er bestritt alle drei Endrundenspiele, wobei er das am 21. April und das am 9. Mai 1907 mit 2:1 und 4:1 gegen den SC Schlesien Breslau und den FC Victoria 1895 in Berlin und in Hamburg ausgetragene Viertel- und Halbfinale bestritt. In Mannheim verlor er mit seiner Mannschaft schließlich das am 19. Mai 1907 gegen den Freiburger FC ausgetragene Finale mit 1:3. Seine letzte Saison beendete er mit seiner dritten Berliner Meisterschaft; in der sich anschließenden Endrunde um die Deutsche Meisterschaft 1907/08, die mit der Deutschen Meisterschaft endete, wurde er nicht mehr berücksichtigt.

### Auswahlmannschaft
Kralle bestritt zudem die ersten drei der sieben „Ur-Länderspiele“. Er gehörte der deutschen Auswahlmannschaft an, die die beiden mit 7:0 und 2:1 gewonnenen Vergleichswettkämpfe gegen White Rovers Paris und einer Stadtauswahl von Paris am 12. und 13. Dezember 1898 gewann, sowie der, die den Vergleichswettkampf am 23. November 1899 auf dem Athletik-Sportplatz in Charlottenburg mit 2:13 gegen eine englische Auswahlmannschaft verlor.

## Erfolge
- Zweiter der Deutschen Meisterschaft 1907
- Berliner Meister 1902, 1907, 1908